# Raymond Cordy
Pour les articles homonymes, voir Cordy.
Victor Raymond Cordioux dit Raymond Cordy, né le 9 décembre 1898 à Vitry-sur-Seine et mort le 23 avril 1956 dans le 18e arrondissement de Paris, est un acteur français.

## Biographie
Issu d'une famille de circassiens, Raymond Cordy parcourt la France avec sa famille de comédiens forains, dans un théâtre en toile appelé le théâtre Cordioux, avant de commencer au cinéma en 1930.
Interprète attitré de René Clair, qui lui offre un rôle important dans À nous la liberté (1931), il incarne avec sobriété les bidasses dans des comédies de l'entre-deux-guerres. Il est le père photographe de Brigitte Bardot dans Les Grandes Manœuvres (René Clair, 1955).
Raymond Cordy a notamment déclaré : « Je suis un homme heureux parce que je suis un homme simple et que je place mes vraies joies dans ma famille. Un foyer où tout le monde a le sourire, j'aime ça, j'ai ça, je ne souhaite pas autre chose que de voir durer ça ! ».
À l'instar de ses parents, Raymond Cordy fonde avec son beau-frère un théâtre ambulant, le théâtre Rolla-Cordiou. Il était l'époux de la comédienne Madeleine Fromet (1900-1983), fille de l'acteur Paul Fromet.
Mort à 57 ans à la clinique Junot dans le 18e arrondissement de Paris, il a été inhumé au cimetière ancien de Charenton-le-Pont.

## Filmographie

### Période 1930/1939
- 1930 : La Petite Lise de Jean Grémillon : un joueur de billard
- 1930 : Chacun sa chance de René Pujol et Hans Steinhoff : le pochard
- 1930 : Le Million de René Clair : le chauffeur de taxi
- 1930 : Maison de danses de Maurice Tourneur
- 1930 : Faubourg Montmartre de Raymond Bernard : le boulanger du village
- 1931 : Pour un sou d'amour de Jean Grémillon : Antoine le chauffeur
- 1931 : Les Croix de bois de Raymond Bernard : soldat Vairon
- 1931 : À nous la liberté de René Clair :  Louis
- 1931 : Atout cœur d'Henry Roussel : Finois
- 1931 : Partir de Maurice Tourneur
- 1931 : Boule de gomme - moyen métrage - de Georges Lacombe : le machiniste
- 1932 : Le Bidon d'or de Christian-Jaque : Boulot
- 1932 : L'Amoureuse Aventure de Wilhelm Thiele
- 1932 : L'Affaire de la rue Mouffetard - moyen métrage - de Pierre Weill : le client de l'avocat
- 1932 : Ce cochon de Morin de Georges Lacombe
- 1932 : Pomme d'amour de Jean Dréville :  Bayard
- 1932 : L'Homme qui ne sait pas dire non d'Heinz Hilpert
- 1932 : Attendez chauffeur ! - court métrage -
- 1932 : Célérité et discrétion - court métrage - d'Emile-Georges De Meyst
- 1932 : L'École des chauffeurs  - court métrage - de Joseph Guarino-Glavany
- 1932 : Toboggan de Henri Decoin : Patte de Quinquina
- 1932 : Le Petit Babouin - court métrage - de Jean Grémillon
- 1933 : Quatorze juillet de René Clair : Raymond
- 1933 : Je vous aimerai toujours de Mario Camerini
- 1933 : Une femme au volant de Kurt Gerron et Pierre Billon : le chauffeur
- 1933 : Les Requins du pétrole d'Henri Decoin et Rudolf Katscher : Hans Mertens
- 1933 : La Garnison amoureuse de Max de Vaucorbeil : Pierre, le deuxième classe
- 1933 : Prince des Six Jours de Robert Vernay
- 1933 : Quelqu'un a tué de Jack Forrester
- 1933 : Au bout du monde d'Henri Chomette et Gustav Ucicky : Dédé
- 1933 : Vive la compagnie de Claude Moulins
- 1933 : Colomba de Jacques Séverac : Giocanto
- 1933 : Le Testament du docteur Mabuse de Fritz Lang et René Sti : Karetzky
- 1933 : Les Bleus du ciel de Henri Decoin : Achille
- 1933 : Byrrh-cassis gagnant - court métrage - de  Pierre Weill
- 1933 : Jacqueline fait du cinéma - court métrage - de Jacques Deyrmon
- 1933 : Le Médecin de service - court métrage - d'André Cerf
- 1934 : Mam'zelle Spahi de Max de Vaucorbeil : l'ordonnance du lieutenant
- 1934 : Pension Mimosas de Jacques Feyder : Morel
- 1934 : L'Auberge du petit dragon de Jean de Limur : Émile
- 1934 : Le Dernier Milliardaire de René Clair : le valet
- 1934 : La Caserne en folie de Maurice Cammage : Victor
- 1934 : Le Cavalier Lafleur de Pierre-Jean Ducis : le brigadier Verjus
- 1934 : L'Hôtel du libre échange de Marc Allégret : Bastien
- 1934 : L'Or dans la rue de Curtis Bernhardt : Pierre
- 1934 : La Maison dans la dune de Pierre Billon
- 1934 : L'Aristo d'André Berthomieu : Bému
- 1934 : Le Billet de mille de Marc Didier : un inspecteur
- 1934 : Le Voyage imprévu de Jean de Limur
- 1934 : Un cas de nullité - court métrage -
- 1934 : Y faut s'marier - court métrage - de René Pujol
- 1935 : Sous la griffe de Christian-Jaque : Corn
- 1935 : Son Excellence Antonin de Charles-Félix Tavano : Antonin
- 1935 : Juanita de Pierre Caron : Pied-Mignon
- 1935 : L'Impossible Aveu de Joseph Guarino-Glavany : le patron du bar
- 1935 : Haut comme trois pommes de Ladislas Vajda et Pierre Ramelot : Victor
- 1935 : Lune de miel de Pierre-Jean Ducis : le portier
- 1935 : Retour au paradis de Serge de Poligny
- 1935 : La Rosière des halles de Jean de Limur : Raymond
- 1935 : L'Équipage d'Anatole Litvak : Mathieu
- 1935 : Les Gaietés de la finance de Jack Forrester : le pisteur
- 1935 : Les Mystères de Paris de Félix Gandéra : Cabrion
- 1935 : Adémaï au Moyen Âge de Jean de Marguenat : le chef des gardes
- 1935 : La Fille de madame Angot de Jean Bernard-Derosne : Louchard
- 1935 : American-bar -  court métrage - d'Andrew F. Brunelle
- 1935 : Cinquième au d'ssus - moyen métrage - de Jacques Daroy : un chasseur
- 1935 : Le Crime de Monsieur Pegotte - court métrage - de Pierre-Jean Ducis
- 1935 : Faut pas l'contrarier - court métrage - de Raymond Baty
- 1935 : Les Souliers - court métrage - de Maurice Cloche
- 1935 : Vas-y tue moi ! - court métrage - de Marco de Gastyne
- 1936 : Train de plaisir de Léo Joannon : Pigeonnet
- 1936 : Gigolette d'Yvan Noé : le coiffeur
- 1936 : J'arrose mes galons de René Pujol
- 1936 : La Belle Équipe de Julien Duvivier : un ivrogne
- 1936 : La Flamme d'André Berthomieu : le gaffeur
- 1936 : Le Roman d'un spahi de Michel Bernheim : Boyer
- 1936 : Les Réprouvés de Jacques Séverac : Badar
- 1936 : La Brigade en jupons de Jean de Limur : Casimir
- 1936 : L'Île des veuves de Claude Heymann : le chauffeur
- 1936 : Jeunes Filles de Paris de Claude Vermorel : Émile le taxi
- 1936 : Marinella de Pierre Caron
- 1936 : Notre-Dame-d'Amour de Pierre Caron
- 1936 : La Tentation de Pierre Caron : Lutard
- 1937 : À minuit, le 7 de Maurice de Canonge : Robert Tirard
- 1937 : La Treizième Enquête de Grey de Pierre Maudru : Corvetto
- 1937 : Trois Artilleurs au pensionnat de René Pujol : M. Plume, le charcutier
- 1937 : L'Occident d'Henri Fescourt : Carbonniès
- 1937 : Alexis gentleman chauffeur de Max de Vaucorbeil : Émile Panard
- 1937 : Le Choc en retour de Georges Monca et Maurice Kéroul : Totor
- 1937 : Ignace de Pierre Colombier : le soldat Philibert, ancienne ordonnance
- 1938 : Mon curé chez les riches de Jean Boyer Plumoiseau
- 1938 : La Marraine du régiment de Gabriel Rosca : Perlot
- 1938 : L'Ange que j'ai vendu de Michel Bernheim : Paul
- 1938 : Retour à l'aube d'Henri Decoin : Pali
- 1938 : Lumières de Paris de Richard Pottier : Toto
- 1938 : Place de la Concorde de Carl Lamac : Charles le chauffeur
- 1938 : Le Cœur ébloui de Jean Vallée
- 1938 : Le Veau gras de Serge de Poligny : le curé
- 1938 : S.O.S. Sahara de Jacques de Baroncelli : Charles
- 1938 : Les Gaietés de l'exposition d'Ernest Hajos : Goléar
- 1939 : Feux de joie de Jacques Houssin : Jules
- 1939 : Sur le plancher des vaches de Pierre-Jean Ducis Maurice Veller
- 1939 : Chantons quand même de Pierre Caron : Pimpant

### Période 1940/1949
- 1940 : Ils étaient cinq permissionnaires de Pierre Caron : Pimpant
- 1942 : Les Inconnus dans la maison d'Henri Decoin : l'huissier
- 1942 : La Grande Marnière de Jean de Marguenat : Courtois
- 1943 : Le Val d'enfer de Maurice Tourneur : Poiroux
- 1943 : La Valse blanche de Jean Stelli : le peintre René Dupré
- 1943 : Feu Nicolas de Jacques Houssin : Victor, le garçon de café employé par Nicolas
- 1945 : Vingt-quatre Heures de perm' de Maurice Cloche : Martin
- 1945 : Le Roi des resquilleurs de Jean-Devaivre : Béru
- 1946 : Mission spéciale de Maurice de Canonge : Mérignac
- 1946 : Les Beaux Jours du roi Murat de Théophile Pathé
- 1946 : Le Village de la colère de Raoul André
- 1946 : Le silence est d'or de René Clair : Le Frisé
- 1946 : Échéance à minuit - court métrage -
- 1947 : Brigade criminelle de Gilbert Gil : Mérignac
- 1948 : 56, rue Pigalle de Willy Rozier : le chauffeur de taxi
- 1948 : Passeurs d'or d'Emile-Georges De Meyst : Roussel
- 1949 : Ma tante d'Honfleur de René Jayet : Clément
- 1949 : Les Vagabonds du rêve de Carlo Felice Tavano
- 1949 : L'Épave de Willy Rozier : Ignace, le patron du cabaret de Toulon
- 1949 : Tête blonde de Maurice Cam : le brigadier
- 1949 : Le Dernier Quart d'heure - court-métrage - de René Jayet

### Période 1950/1956
- 1950 : La Beauté du diable de René Clair : Antoine le serviteur
- 1950 : Le Gang des tractions-arrière de Jean Loubignac : Marcel La Sauvette
- 1950 : Les raisons de Piedalu - court métrage - de Jean Loubignac
- 1951 : Épouse ma veuve - court métrage - de Maurice Cam
- 1951 : Monsieur Octave de Maurice Téboul
- 1951 : Piédalu à Paris de Jean Loubignac : l'huissier-chef
- 1951 : Seuls au monde de René Chanas : Jules
- 1951 : Trois Vieilles Filles en folie d'Émile Couzinet : Bébert
- 1951 : Capitaine Ardant d'André Zwobada : Jules
- 1951 : Ils sont dans les vignes de Robert Vernay : Arbaner
- 1952 : Manina la fille sans voiles de Willy Rozier : Francis, le barman du "Burillo"
- 1952 : Piédalu fait des miracles de Jean Loubignac
- 1952 : Milady et les Mousquetaires (Il boia di Lilla) de Vittorio Cottafavi
- 1952 : Le Fils de Lagardère (Il figlio di Lagardère) de Fernando Cerchio : Passepoil
- 1952 : Les Belles de nuit de René Clair : Gaston, le garagiste et le marquis 1789, père de Suzanne
- 1953 : Tourbillon d'Alfred Rode : le régisseur
- 1953 : Sidi Bel Abbès de Jean Alden-Delos
- 1953 : Les Enfants de l'amour de Léonide Moguy : le policier
- 1953 : Trois jours de bringue à Paris d'Émile Couzinet : le garçon de restaurant
- 1953 : Piédalu député de Jean Loubignac : Gardonnet
- 1953 : Appartement à vendre - court métrage - de Roger Blanc
- 1953 : Vedettes en pantoufles - court métrage - de Jacques Guillon
- 1954 : À toi de jouer Callaghan de Willy Rozier : le portier
- 1954 : Tourments de Jacques Daniel-Norman : Jo Braitone
- 1954 : La Patrouille des sables de René Chanas : Peauleguin
- 1954 : Le Congrès des belles-mères d'Émile Couzinet : le garde champêtre
- 1954 : Le Moulin des amours (La picara molinera) de León Klimovsky : Alcalde
- 1954 : Une enquête de l'inspecteur Grégoire : épisode Meurtre inutile de Roger Iglésis (TV)
- 1955 : La Mégère apprivoisée (La fierecilla domada) d'Anton Roman
- 1955 : Les Indiscrètes de Raoul André : Martin
- 1955 : Les Grandes Manœuvres de René Clair : le photographe et le père de Lucie
- 1956 : Bonjour jeunesse de Maurice Cam

## Théâtre
- 1937 : L'Opéra de quat'sous de Bertolt Brecht, mise en scène Francesco von Mendelssohn, Raymond Rouleau, Théâtre de l'Étoile
- 1953 : La Reine blanche de Pierre Barillet et Jean-Pierre Grédy, mise en scène Jean Meyer, Théâtre Michel
- 1954 : Sérénade à cinq tournée au Maroc